# Automotive Grade Linux
Automotive Grade Linux (amb acrònim anglès AGL) és un projecte de codi obert allotjat per The Linux Foundation que està construint un sistema operatiu obert i un marc per a aplicacions d'automoció. AGL es va llançar el 2012 amb membres fundadors com Jaguar Land Rover, Nissan, Toyota, DENSO Corporation, Fujitsu, HARMAN, NVIDIA, Renesas, Samsung i Texas Instruments (TI). Avui, AGL compta amb 150 membres (inclosos 10 fabricants d'automòbils).
El 31 de maig de 2017, AGL va anunciar que el Toyota Camry 2018 serà el primer vehicle Toyota del mercat amb el sistema basat en AGL als Estats Units.
El 30 de gener de 2019, es va informar que el Mazda3 utilitzava AGL.
A partir d'abril de 2020, Mercedes Benz, Subaru i Toyota produeixen vehicles que fan ús de la UCB per als seus vehicles.
L'abril de 2022, IndyKite, Marelli i Red Hat es van unir com a membres.